# Dion & the Belmonts
Dion & the Belmonts waren een toonaangevende Amerikaanse doowop-groep van de late jaren 1950. Alle leden kwamen uit The Bronx. In 1957 trad Dion DiMucci (geboren 18 juli 1939) toe tot de vocale groep The Belmonts. Het gevestigde trio van Angelo D'Aleo (geboren op 3 februari 1940), Carlo Mastrangelo (5 oktober 1937 - 4 april 2016) en Fred Milano (26 augustus 1939 - 1 januari 2012), vormde een kwartet met DiMucci.

## Biografie

### Carrière
De naam The Belmonts is afgeleid van het feit dat twee van de vier zangers op Belmont Avenue in The Bronx woonden en de andere twee in de buurt van Belmont Avenue.
Na niet-succesvolle singles bij Mohawk Records in 1957 en vervolgens bij Jubilee Records (The Chosen Few; Dion & the Timberlanes), werd Dion gekoppeld aan The Belmonts, die begin 1958 tekenden bij Laurie Records. De doorbraak kwam toen hun eerste Laurie-publicatie I Wonder Why nummer 22 bereikte in de Billboard Hot 100 en ze voor het eerst verschenen op de nationale televisie in de show American Bandstand, gepresenteerd door Dick Clark. Dion & the Belmonts waren het geluid van de stad. Hun wortels waren doowop-groepen zoals The Flamingos, The Five Satins, The Dells, acts die hun geluid ontwikkelden in stedelijke omgevingen op straathoeken, instrumenten nabootsend met hun stemmen, zelfs complexe jazzarrangementen.
Ze volgden de hit met de ballads No One Knows (#19) en Don't Pity Me (#40), die ze ook bij Bandstand uitvoerden. Dit vroege succes bracht hen eind 1958 hun eerste grote tournee met The Coasters, Buddy Holly en Bobby Darin, gevolgd door de historische en tragische Winter Dance Party-tournee met Holly, Ritchie Valens en The Big Bopper. Op 2 februari 1959, na het spelen in de Surf Ballroom, besloot Holly om een vliegtuig te charteren. Dion zei dat hij de kosten van $ 36 om naar de volgende locatie te vliegen niet kon betalen. Volgens Dion was $ 36 dezelfde prijs die zijn ouders betaalden voor de maandelijkse huur. Hij vertelde Holly dat hij niet meeging. Kort na middernacht, op 3 februari 1959, stortte het vliegtuig neer in de buurt van Clear Lake, waarbij Holly, Valens, The Big Bopper en de piloot Roger Peterson allemaal omkwamen. Bobby Vee, toen nog een onbekende artiest, trad op in Holly's plaats tijdens het volgende concert. Later werden Jimmy Clanton, Frankie Avalon en Fabian ingehuurd om de tournee af te maken in plaats van de drie overleden headliners. Met ingang van 11 januari 2017, met de dood van Holly's tourneegitarist Tommy Allsup, is Dion het enige overgebleven lid van de oorspronkelijke bezetting van Winter Dance Party. (De enige overlevende Belmont, Angelo D'Aleo, was niet op de tournee, omdat hij destijds bij de Amerikaanse marine was).
In maart 1959 bereikte Dion en de volgende single A Teenager in Love van The Belmonts de top tien en bereikte nummer 5 in de Billboard Hot 100 en nummer 28 in de UK Singles Chart. Deze werd geschreven door Doc Pomus en Mort Shuman en wordt beschouwd als een van de beste nummers in de rock-'n-roll-geschiedenis. Het werd gevolgd door hun eerste album Presenting Dion and the Belmonts. Hun grootste hit Where or When werd uitgebracht in november 1959 en bereikte nummer 3 in de Billboard Hot 100, waarbij de groep opnieuw een nationaal optreden had bij American Bandstand. Hoewel op publiciteitsfoto's de groep als trio zonder Angelo D'Aleo te zien is, trad hij op op al hun opgenomen materiaal. Deze foto's werden gepresenteerd om promotionele redenen vanwege zijn vertrek om bij de Amerikaanse marine te dienen.
Andere singles die dat jaar voor de groep werden uitgebracht, plaatsten zich in de Billboard-hitlijst, maar waren minder succesvol. Begin 1960 ging Dion naar een ziekenhuis voor zijn heroïneverslaving, een probleem dat hij al had sinds zijn tienerjaren. Op het hoogtepunt van het succes van de groep verslechterde zijn toestand. Toen Where or When zijn hoogtepunt bereikte, lag hij in een ziekenhuis om te ontgiften. Daarnaast waren er financiële en muzikale meningsverschillen tussen Dion en leden van The Belmonts. In oktober 1960 besloot DiMucci te stoppen voor een solocarrière. Nu gewoon bekend als Dion, werd zijn eerste grote hit Lonely Teenager ondersteund door een vrouwelijk koor. Hij koos er uiteindelijk voor om samen te werken met The Del-Satins, die hem (niet genoemd) steunden op al zijn vroege Laurie- en Columbia Records-hits, waaronder ook Donna the Prima Donna, Drip Drop, Lovers Who Wander en Little Diane. Latere heruitgaven van deze nummers zouden vaak ten onrechte worden toegeschreven aan Dion & the Belmonts. The Belmonts bleven ook platen uitbrengen bij hun eigen label Sabina Records, maar met minder succes, hoewel nummers als Such a Long Way, Tell Me Why, I Need Someone, I Confess en Come On Little Angel allemaal veel airplay kregen in de omgeving van New York.
Dion & the Belmonts kwamen eind 1966 weer bij elkaar voor het album Together Again bij ABC Records. Geproduceerd door DiMont Music werden de twee singles My Girl The Month of May / Berimbau en Movin' Man / For Bobbie van de lp uitgebracht. Geen van beide plaatsten zich in de hitlijst in de Verenigde Staten, maar deed het wel beter in Engeland. My Girl The Month Of May bereikte de Radio London Fab 40 top tien op nummer 9 in de week van 25 december 1966. Het vervolg Movin Man bereikte nummer 17 in de Radio London-hitlijst op 26 maart 1967. My Girl The Month Of May werd later gecoverd door de Engelse artiesten Alan Bown in 1967 en door The Bunch (met Sandy Denny van Fairport Convention) in april 1972. Tijdens hun korte reünie halverwege de jaren 1960 verschenen Dion & the Belmonts in de Clay Cole Show met Berimbau en My Girl The Month of May, en traden af en toe op in plaatselijke New Yorkse clubs als The Mardi Gras op Staten Island (29 april 1967) voordat ze uit elkaar gingen. De oorspronkelijke groep kwam op 2 juni 1972 opnieuw bij elkaar voor een show in Madison Square Garden, dat werd opgenomen en uitgebracht als livealbum voor Warner Brothers. In 1973 traden DiMucci, Mastrangelo, Milano en D'Aleo opnieuw op met een uitverkocht concert in het Nassau Coliseum op Long Island. Er is nooit een opname uitgebracht van de reünie van 1973.
In 1968 nam Dion als soloartiest Abraham, Martin and John op, geschreven door Dick Holler. Het is een eerbetoon aan iconen van sociale verandering, zoals Abraham Lincoln, Martin Luther King jr., John F. Kennedy en Robert F. Kennedy. Het is geschreven als reactie op de moord op King in april en de moord op Robert in juni. Toen producent Phil Gernhard het nummer in eerste instantie aan DiMucci presenteerde, moest die er niets van hebben. Met de volharding van Gernhard en Dions vrouw Susan vloog hij die zomer naar New York. Hij nam het nummer in één take op. Laurie Records bracht de single uit in september van dat jaar en het steeg snel in de hitparade, met een piek op nummer vier in december. DiMucci, nu weer een ster, werd uitgenodigd om deze comebackhit te zingen bij The Smothers Brothers Comedy Hour, evenals vele andere topshows.
In 2000 werd de groep opgenomen in de Vocal Group Hall of Fame. Dion (zonder The Belmonts) werd in 1989 opgenomen in de Rock and Roll Hall of Fame.

## Rock Hall uitsluiting
In 2012 deed de Rock and Roll Hall of Fame een massale introductie van zes verdienstelijke baanbrekende groepen die ten onrechte werden weggelaten, toen hun leadzangers werden ingewijd in de vroege jaren van inducties van de Hall of Fame: The Miracles (Smokey Robinson), The Crickets (Buddy Holly), The Midnighters (Hank Ballard), The Famous Flames (James Brown), The Comets (Bill Haley) en The Blue Caps (Gene Vincent). Vanwege de tijdlijn waarin deze groepen succesvol waren, geloofde men dat The Belmonts in deze introductie zouden worden opgenomen, maar er kwam er geen. Omdat The Belmonts nog drie jaar lang in de hitlijsten scoorden nadat Dion de groep had verlaten, in combinatie met het feit dat de hele groep, inclusief Dion, in 2000 geheel werd opgenomen in de Vocal Group Hall of Fame, 11 jaar na Dions solo-introductie in de Rock Hall, maakte hun uitsluiting nog raadselachtiger. In januari 2012, het jaar van de introductie van de gehele vocale groep, overleed Fred Milano van The Belmonts (1 januari 2012). Carlo Mastrangelo overleed op 4 april 2016.

## Discografie

### Singles (selectie)
- 1957: Santa Margherita / Teen-Age Clementine - The Belmonts
- 1958: Tag Along / We Went Away
- 1958: I Wonder Why
- 1958: No One Knows
- 1959: A Teenager In Love
- 1960: Where Or When
- 1960: When You Wish Upon A Star
- 1960: In The Still Of The Night
- 1961: Tell Me Why - The Belmonts
- 1961: Don't Get Around Much Anymore - The Belmonts
- 1961: I Need Someone - The Belmonts
- 1962: Come On Little Angel - The Belmonts
- 1962: Diddle-Dee-Dum - The Belmonts
- 1963: Ann-Marie - The Belmonts
- 196?: Mairzy Doats - Carlo
- 196?: Five Minutes More - Carlo
- 1964: Ring-A-Ling - Carlo
- 1967: Mr. Movin' Man
- 1967: Berimbau

### Lp's
- 1959: Presenting Dion and the Belmonts
- 1960: Wish Upon A Star with Dion and the Belmonts
- 1967: Together Again
- 1969: Summer Love - The Belmonts
- 1972: Cigars, Acappella, Candy - The Belmonts
- 1973: Reunion